# Niszczyciele typu Gridley
Niszczyciele typu Gridley – seria czterech amerykańskich niszczycieli z okresu międzywojennego. Zbudowane były w oparciu o projekt wcześniejszego typu Mahan, zmodyfikowany przez biuro konstrukcyjne stoczni koncernu Bethlehem Steel w Quincy, ze wzmocnionym uzbrojeniem torpedowym. Wszystkie służyły w United States Navy podczas II wojny światowej, początkowo na Pacyfiku, pod koniec wojny na Oceanie Atlantyckim. Wkrótce po zakończeniu działań zostały wycofane z linii i sprzedane na złom.
Część źródeł łączy niszczyciele typu Gridley oraz zbliżonego typu Bagley we wspólny typ Craven.

## Opis konstrukcji
Niszczyciele typu Gridley miały klasyczny kadłub, z uskokiem na wysokości nadbudówki dziobowej, długości całkowitej 104 m (101,8 m na konstrukcyjnej linii wodnej), szerokości 10,6 m oraz zanurzeniu maksymalnym 5,2 m. Projektowana wyporność standardowa wynosiła 1500 długich ton (ts). Napęd stanowiły dwa zespoły turbin parowych Bethlehem Steel, napędzające poprzez przekładnie redukcyjne dwa wały napędowe a zasilane w parę przez cztery kotły typu Yarrow o ciśnieniu roboczym 39 atm i temperaturze 371 °C. Spaliny z kotłów odprowadzane były przez jeden komin, co stanowiło novum w konstrukcji amerykańskich niszczycieli. Projektowana moc maszyn: 50 000 shp miała pozwolić osiągnąć prędkość maksymalną 37 węzłów, na próbach uzyskano wartości 47 265 shp i 38,99 węzła przy wyporności 1774 ts oraz 53 073 shp i 38,7 węzła przy wyporności 1992 ts.
Pierwotne uzbrojenie niszczycieli składało się z czterech dział uniwersalnych Mk 12 kal. 127 mm na dwóch pojedynczych stanowiskach Mk 25 na dziobie oraz Mk 21 na rufie. Stanowiska Mk 25 miały dział zamknięte w lekkich wieżach artyleryjskich, których podstawa obracała się wraz z działem, stanowiska Mk 21 były odkryte i nie miały ruchomej podstawy, co powodowało konieczność przemieszczania się artylerzystów przy obrocie armaty. Uzbrojenie przeciwlotnicze stanowiły cztery wielkokalibrowe karabiny maszynowe Browning M2 kal. 12,7 mm na pojedynczych podstawach. Okręty miały cztery poczwórne zespoły wyrzutni torped kal. 533 mm, rozmieszczone po dwa na burtach na śródokręciu. Do zwalczania okrętów podwodnych służyły dwie zrzutnie bomb głębinowych na rufie.
Ponieważ niszczyciele typu Gridley miały stosunkowo niewielki zapas wyporności, nie podlegały większym modyfikacjom w czasie wojny. Wielkokalibrowe karabiny maszynowe zostały jedynie zastąpione sześcioma, a później ośmioma pojedynczymi działami automatycznymi Oerlikon kal. 20 mm (na "Maury" było jedynie siedem stanowisk). W 1945 roku, gdy okręty przesunięto do działań na Atlantyku, zdemontowano z nich dla poprawienia stateczności połowę uzbrojenia torpedowego. Jako jedyne w US Navy nie miały nigdy zainstalowanych dział Boforsa kal. 40 mm. W trakcie służby wzmocniono także uzbrojenie przeciwpodwodne, instalując burtowe miotacze bomb głębinowych, tzw. K-guns.

## Okręty
Dwa pierwsze okręty typu Gridley zostały wybudowane przez stocznię Bethlehem Steel w Quincy w ramach roku finansowego 1935. Dwa kolejne, opłacone z budżetu na rok 1936, zostały zbudowane przez Bethlehem Steel w San Francisco.
- "Gridley" (DD-380)
- "Craven" (DD-382)
- "McCall" (DD-400)
- "Maury" (DD-401)